# Municipio de Greenfield (condado de Gallia)
El municipio de Greenfield (en inglés: Greenfield Township) es un municipio ubicado en el condado de Gallia en el estado estadounidense de Ohio. En el año 2010 tenía una población de 495 habitantes y una densidad poblacional de 5,75 personas por km².

## Geografía
El municipio de Greenfield se encuentra ubicado en las coordenadas 38°48′34″N 82°30′50″O / 38.80944, -82.51389. Según la Oficina del Censo de los Estados Unidos, el municipio tiene una superficie total de 86.11 km², de la cual 85,96 km² corresponden a tierra firme y (0,18 %) 0,15 km² es agua.

## Demografía
Según el censo de 2010, había 495 personas residiendo en el municipio de Greenfield. La densidad de población era de 5,75 hab./km². De los 495 habitantes, el municipio de Greenfield estaba compuesto por el 97,37 % blancos, el 1,41 % eran afroamericanos, el 0,2 % eran asiáticos y el 1,01 % eran de una mezcla de razas. Del total de la población el 1,62 % eran hispanos o latinos de cualquier raza.